# Andrzej Serediuk
Andrzej Serediuk (ur. 18 maja 1959 w Oławie, zm. 14 września 2016) – polski kolarz szosowy, brązowy medalista mistrzostw świata oraz czterokrotny mistrz Polski w różnych konkurencjach.

## Kariera
Był kolarzem klubu Moto-Jelcz Oława. Czterokrotnie startował w mistrzostwach świata, w wyścigu ze startu wspólnego. Już w pierwszym występie - na MŚ w Goodwood w 1982 roku był czwarty, a na rozgrywanych rok później MŚ w Altenrhein osiągnął swój życiowy sukces zdobywając brązowy medal. W kolejnych startach zajmował 46. (1985) i 31. (1987) miejsca. Trzykrotnie wystąpił w Wyścigu Pokoju (1982 – 13 m, 1983 – 39 m., 1984 - nie ukończył) W 1983 zajął drugie miejsce w Tour de Pologne, wygrywając dwa etapy. W 1984 i 1987 zwyciężył w górskich mistrzostwach Polski, a w 1983 zajął w tej imprezie drugie miejsce. Był także mistrzem (1983) i wicemistrzem (1984) Polski w jeździe parami (z Bogumiłem Woszczyną) oraz mistrzem (1987) i wicemistrzem (1985 i 1988) w szosowym wyścigu drużynowym. W 1983 zwyciężył w wyścigu Settimana Ciclistica Bergamasca. W 1989 został kolarzem pierwszej polskiej zawodowej grupy kolarskiej EXBUD Kielce.
Zmarł 14 września 2016 roku.